# Reial Federació Espanyola d'Atletisme
La Reial Federació Espanyola d'Atletisme (RFEA) (en castellà, Real Federación Española de Atletismo, RFEA) és el màxim òrgan de gestió de l'atletisme a l'Estat espanyol, encarregant-se de tot allò relacionat amb la selecció espanyola i de l'organització de les principals competicions atlètiques celebrades al Regne d'Espanya, com per exemple el Campionat d'Espanya.
José María Odriozola és el president de la RFEA des del 14 de gener de 1989 quan derrotà 151 a 60 vots a Guillermo Ros, succeint en el lloc a Juan Manuel de Hoz que havia estat president des del 31 de maig de 1977. A partir d'aleshores s'ha erigit com el president smb més temps en exercici del càrrec, havent estat reescollit fins a cinc ocasions, la darrera d'elles el 13 de desembre de 2008.